# Cratere Jacheongbi
Jacheongbi è un cratere sulla superficie di Cerere.